# Yayu
Pour les articles homonymes, voir Yayo.
Yayu est un woreda de l'ouest de l'Éthiopie situé dans la zone Illubabor de la région Oromia. Il a 52 851 habitants en 2007 et porte le nom de son centre administratif.

## Origine et nom
L'Atlas of the Ethiopian Rural Economy montre l'étendue du woreda Yayu au début des années 2000 alors qu'il s'étendait vers le nord jusqu'au woreda Supena Sodo et vers le sud-ouest jusqu'à la limite de la région Oromia. Les actuels woredas Hurumu et Doreni se détachent de cet ancien woreda Yayu au plus tard en 2007.
Le woreda et son centre administratif s'appellent Yayu dans la plupart des sources,,, mais peuvent aussi s'appeler Yayo[réf. souhaitée].

## Situation
Limitrophe des zones Jimma et  Buno Bedele, le woreda Yayu a actuellement pour voisins Chora à l'est (dans la zone Buno Bedele), Setema sur une courte distance au sud-est et Sigmo au sud (dans la zone Jimma), Hurumu à l'ouest et Doreni au nord (dans la zone Illubabor).
Son centre administratif se situe à l'est de Metu sur la route en direction de Bedele.

## Population
Le woreda compte 52 851 habitants au recensement national de 2007 dont 7 557 citadins qui résident tous au centre administratif.
Environ 57 % des habitants du woreda sont musulmans, 32 % sont orthodoxes et 11 % sont protestants.
En 2022, sa population est estimée à 78 996 personnes avec une densité de population de 98 personnes par km2 et 808 km2 de superficie.